# طرح شلیفن

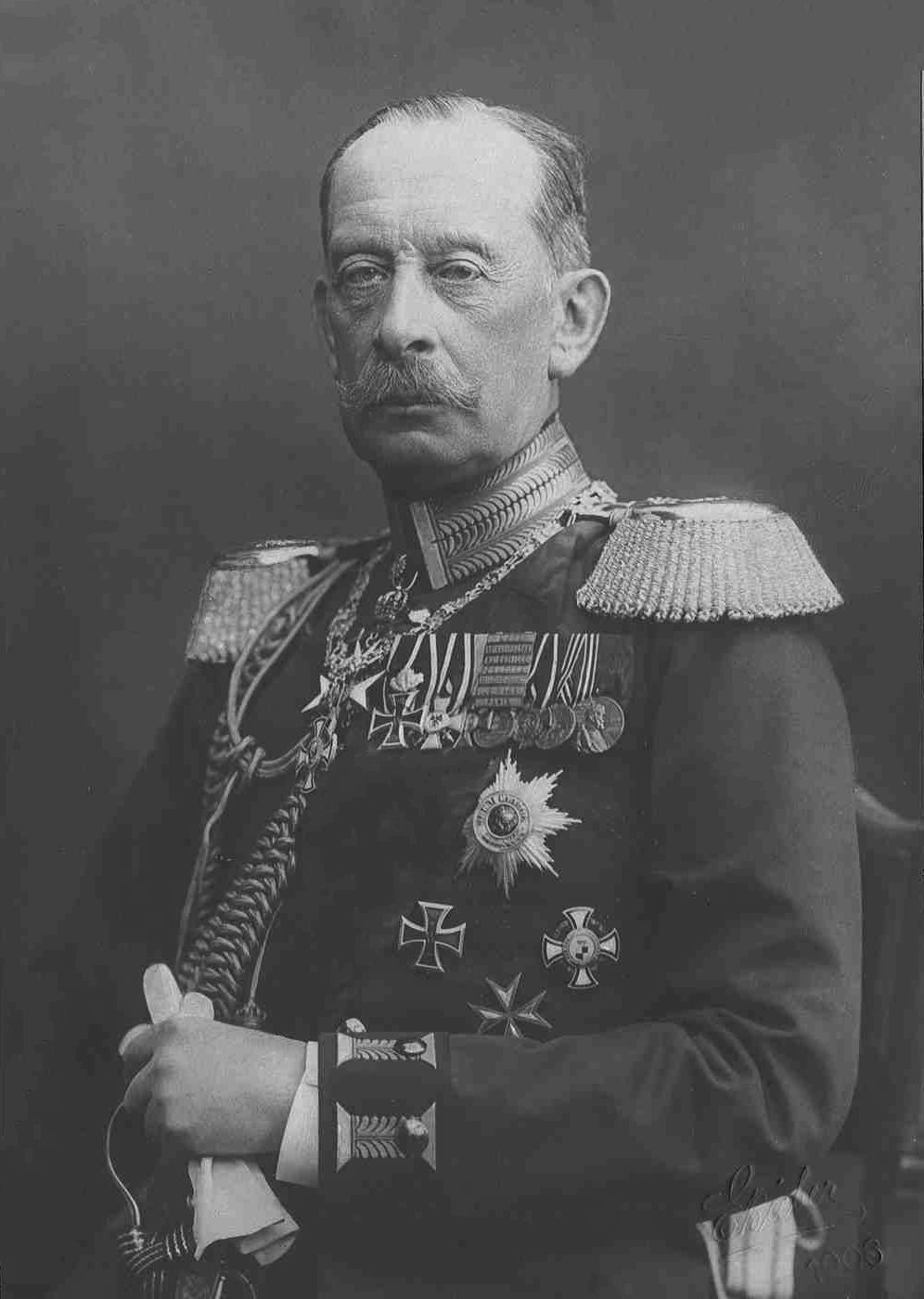
کنت آلفرد فن شلیفن در سال ۱۹۰۶

طرح شلیفن (به آلمانی: Schlieffen-Plan، تلفظ به آلمانی: [ʃliːfən plaːn]) نامی است که پس از جنگ جهانی اول به برنامه‌های جنگ آلمان، به دلیل تأثیر فیلد مارشال آلفرد فن شلیفن و تفکر او در تهاجم به فرانسه و بلژیک داده شد. شلیفن از سال ۱۸۹۱ تا ۱۹۰۶ رئیس ستاد کل ارتش آلمان بود. در سالهای ۱۹۰۵ و ۱۹۰۶، شلیفن یک طرح استقرار ارتش را برای یک حمله قاطع (برنده جنگ) علیه جمهوری سوم فرانسه طراحی کرد. نیروهای آلمانی قرار بود از طریق هلند و بلژیک به فرانسه حمله کنند نه از طریق مرز مشترک. پس از شکست در جنگ جهانی اول، مورخان رسمی آلمانی رایشارشیف و سایر نویسندگان این طرح را طرحی برای پیروزی توصیف کردند. ژنرال لوبرست (سرهنگ-ژنرال) هلموت فون مولتکه جوان‌تر در سال ۱۹۰۶ جانشین شلیفن به عنوان رئیس ستاد کل آلمان شد و پس از اولین نبرد مارن (۵ تا ۱۲ سپتامبر ۱۹۱۴) از کار برکنار شد. مورخان آلمانی مدعی شدند که مولتکه با مداخله در آن، از ترس، این طرح را خراب کرده‌است.
نوشته‌های پس از جنگ توسط افسران ارشد آلمانی مانند هرمان فون کول، گرهارد تاپن، ویلهلم گرونر و مورخان رایشارشیف به رهبری ولفگانگ فوئرستر (سرهنگ دوم) سابق، توانست یک روایت پذیرفته شده را ایجاد کند که مولتکه جوان‌تر در پیروی از آن ناکام ماند. طرحی که توسط شلیفن طراحی شد و متخاصمان را به چهار سال جنگ فرسایشی واداشت. اشتباه محاسباتی راهبردی آلمان درگیری سریع و قاطع آلمان را که باید می‌بود، نفی نکرد. در سال ۱۹۵۶، گرهارد ریتر طرح شلیفن: نقد یک اسطوره (به آلمانی: Der Schlieffenplan: Kritik eines Mythos) را منتشر کرد، که دوره ای از بازنگری را آغاز کرد، زمانی که جزئیات طرح فرضی شلیفن مورد بررسی قرار گرفت. تلقی این طرح به عنوان یک طرح رد شد، زیرا این برخلاف سنت برنامه‌ریزی جنگ پروس بود که توسط هلموت فن مولتکه بزرگ‌تر ایجاد شد، که در آن عملیات نظامی ذاتاً غیرقابل پیش‌بینی تلقی می‌شد. طرح‌های بسیج و استقرار ضروری بود، اما برنامه‌های مبارزاتی بی‌معنی بودند. فرمانده به جای تلاش برای دیکته کردن به فرماندهان زیردست، هدف عملیات را اعلام کرد و زیردستان از طریق تاکتیک مأموریت (Auftragstaktik) به آن دست یافتند.
مارتین ون کرولد، جان کیگان، هیو استراکان و دیگران در نوشته‌های دهه ۱۹۷۰، جنبه‌های عملی تهاجم به فرانسه از طریق بلژیک و لوکزامبورگ را مطالعه کردند. آنها نتیجه گرفتند که محدودیت‌های فیزیکی راه‌آهن آلمان، بلژیک و فرانسه و شبکه جاده‌های بلژیک و شمال فرانسه، جابه‌جایی نیروهای کافی را به اندازه کافی دور و با سرعت کافی غیرممکن می‌کند تا در صورت عقب‌نشینی فرانسوی‌ها از مرز، نبردی سرنوشت‌ساز را انجام دهند. بیشتر برنامه‌ریزی‌های ستاد کل آلمان در سال ۱۹۱۴ محرمانه بود و زمانی که برنامه‌های استقرار هر ماه آوریل جایگزین می‌شد، اسناد از بین می‌رفت. بمباران پوتسدام در آوریل ۱۹۴۵ بسیاری از آرشیو ارتش پروس را نابود کرد و تنها اسناد ناقص و سایر اسناد باقی مانده‌است. برخی از سوابق پس از سقوط جمهوری دموکراتیک آلمان به دست آمد و برای اولین بار یک طرح کلی از برنامه‌ریزی جنگ آلمان را ممکن ساخت، که در بسیاری از نوشته‌های پس از ۱۹۱۸ اشتباه بود.
در دهه ۲۰۰۰، سندی به نام RH61/v.96 در گنجینه‌ای که از جمهوری دموکراتیک آلمان به ارث رسیده بود، کشف شد که در مطالعه دهه ۱۹۳۰ در مورد برنامه‌ریزی جنگ ستاد کل آلمان قبل از جنگ استفاده شده بود. استنباط‌هایی مبنی بر اینکه برنامه‌ریزی جنگ شلیفن صرفاً توهین‌آمیز بود، با تعمیم نوشته‌ها و سخنرانی‌های وی در مورد تاکتیک‌ها در راهبرد کلان انجام شده‌است. از مقاله ای در سال ۱۹۹۹ در جنگ در تاریخ و در ابداع طرح شلیفن (۲۰۰۲) تا طرح جنگ واقعی آلمان، ۱۹۰۶–۱۹۱4 (2011)، ترنس زوبر با ترنس هولمز، آنیکا مومبائر، رابرت فولی، گرهارد گراس وارد بحث شد. هولگر هرویگ و دیگران. زوبر پیشنهاد کرد که طرح شلیفن افسانه‌ای است که در دهه ۱۹۲۰ توسط نویسندگان جزئی ساخته شد و قصد داشتند خود را تبرئه کنند و ثابت کنند که برنامه‌ریزی جنگ آلمان باعث جنگ جهانی اول نشده‌است، دیدگاهی که هیو استراکان از آن حمایت کرد. تحقیقات بعدی تز زوبر را تأیید نکرد مگر به عنوان یک کاتالیزور برای تحقیقاتی که نشان داد شلیفن بسیار کمتر از آنچه تصور می‌شد جزم‌گرا بوده‌است.